# 윤김지영
윤김지영(본명 윤지영)은 부산에서 학창시절을보냈다.쌍둥이 언니가 윤지선이다. 2021년 창원대학교 철학과의 정규 전임교수로 임용되었으며. 그 전에는 건국대학교 몸문화연구소 연구전임교수로 활동했다. 주요 학문 주제는 페미니즘 철학과 프랑스 현대철학이다. 페미니즘 철학을 주제로 <말과활> 아카데미에서 강좌를 열기도 하고 건국대학교에서 2년간의 시민 강좌도 기획하였으며 여러 국내외 언론과 인터뷰도 하였다.

## 경력
- 건국대학교 연구전임교수
- 창원대학교 전임교수[12]
  - 담당과목 : 서양철학

## 학력
- 파리 소르본 대학교 철학 학사 학위
- 파리 소르본 대학교 철학 석사 학위
- 팡테옹 소르본 대학교 철학 박사 학위

## 논문
- 《전복적 반사경으로서의 메갈리안 논쟁》. 한국여성철학. 2015년 11월.[13][14][15]
- 《가장 첨예한 철학으로서의 페미니즘》. 철학논집 제46집. 2016년 8월.[16]
- 《현실의 운용 원리로서의 여성 혐오》. 철학연구 제115집. 2016년 12월.[17][18]
- 30여 편의 SCI급 학술지 기고 논문들[19]

## 저서
- 《헬페미니스트 선언》. 일곱번째숲. 2017년. ISBN 9791196118907
- 《지워지지 않는 페미니즘》. 은행나무. 2018년. ISBN 9791188810222
- La déconstruction du phallogocentrisme. Paris. ANRT. 2013. ISBN 9782729584009[20]

### 공저
- 윤지선·윤김지영. 《탈코르셋 선언》. 사월의책. 2019년. ISBN 9788997186815

### 역서
- 엘자 도를랑 저. 《자신을 방어하기》. 그린비. 2020년. ISBN  9788976829917

## 가족
- 윤지선 : 쌍둥이 언니

## 논란
- 이슬람 난민 인종혐오 논란 : 2018년 예멘 제주 난민 사태 당시 "난민 캠프에서 발생할 수 있는 난민 여성들에 대한 각종 성폭력과 상해, 살인, 협박, 갈취 등을 예방하기 위한 정책을 어떻게 구체적으로 마련하고 있는가부터 고심하는 것이 제주도 예멘 난민 정책에 대한 실질적 대책"이라고 주장하여 인종주의적 태도라는 비판을 받았다.[21]
- 숙명여대 트랜스포비아 옹호 논란 : 2020년 숙명여자대학교 트랜스젠더 학생 입학 논란 당시 "(여성들의 목소리를) 소수자 혐오로 보기 힘들다. 여성은 메일바디(Male Body), 즉 남성의 몸을 가지고 태어났던 사람, 남성 폭력에 가담하고 동조했던 경험이 있는 이에 대한 공포가 있기 때문에 거부 반응을 당연히 드러낼 수밖에 없는 것"이라고 주장하여 트랜스여성에 대한 혐오에 동조하는 태도라는 비판을 받았다.[22]